# Viola domingensis
Viola domingensis är en violväxtart som beskrevs av Ignatz Urban. Viola domingensis ingår i släktet violer, och familjen violväxter. Inga underarter finns listade i Catalogue of Life.